# Zeeuwse Havendagen
De Zeeuwse Havendagen is een (vooralsnog eenmalig) evenement in Vlissingen in Zeeland.
Deze dagen zijn gehouden van 6 juli tot en met 9 juli 2007 in het Michiel de Ruyterjaar. Op 23 maart 2007 werd gevierd dat Michiel Adriaenszoon de Ruyter 400 jaar geleden werd geboren in Vlissingen.
Op vrijdag 6 juli 2007 vond de grote vlootschouw plaats met tientallen Nederlandse en buitenlandse marineschepen op de rede van Vlissingen. Er werden 300.000 bezoekers verwacht, uiteindelijk verschenen er 50.000..